# Erling Kittelsen
Erling Kittelsen (født 10. april 1946) er en norsk forfatter. Han blev tildelt Aschehougprisen i 1990 og Doblougprisen i 2002.